# Griesheim-près-Molsheim
Griesheim-près-Molsheim (Griesheim bei Molsheim in tedesco) è un comune francese di 2 266 abitanti situato nel dipartimento del Basso Reno nella regione del Grand Est.

## Società

### Evoluzione demografica
Abitanti censiti